# Chris Mosier
Chris Mosier – amerykański triathlonista i adwokat na rzecz osób transpłciowych. Karierę sportową rozpoczął przed tranzycją (rozpoczętą w 2010), a w 2015 roku zdobył miejsce w drużynie męskiej drużyny USA w sprintach duathlonowych na Mistrzostwa Świata 2016, stając się pierwszym znanym sportowcem trans, który dołączył do drużyny narodowej USA innej niż jego płeć przy urodzeniu.
Podczas kwalifikacji Mosier był niepewny, czy kwalifikuje się do startu w wyścigu o mistrzostwo świata w Duathlonie w Hiszpanii w czerwcu 2016 r. ze względu na politykę Międzynarodowego Komitetu Olimpijskiego dotyczącą udziału sportowców transpłciowych z określonymi postanowieniami konsensusu sztokholmskiego w 2004. W 2015 r. Mosier zakwestionował tę politykę co doprowadziło do stworzenia i przyjęcia nowych wytycznych MKOl dotyczących udziału sportowców transpłciowych. Mosier został uznany za katalizator zmiany w polityce w styczniu 2016 r. po tym jak skutecznie opowiedział się za zmianą w polityce aby umożliwić mu udział w Mistrzostwach Świata i przyszłych wyścigach. Po zmianie polityki, w 2016 roku Mosier ścigał się w wyścigu International Triathlon Union Sprint Duathlon World Championship w Aviles w Hiszpanii, stając się pierwszym znanym sportowcem transpłciowym, który wziął udział w wyścigu o mistrzostwo świata.
W 2020 roku Mosier został pierwszym otwarcie transpłciowym sportowcem, który kiedykolwiek rywalizował w próbie olimpijskiej razem z innymi mężczyznami; jednak nie był w stanie ukończyć wyścigu z powodu kontuzji.
Mosier zaczął startować w triathlonie w 2009 roku jako kobieta. W 2010 roku Mosier publicznie określił się jako transmężczyzna w The Advocate, amerykańskim magazynie LGBTQ+, po tym jak wziął udział w swoim pierwszym wyścigu jako mężczyzna. W 2011 roku Mosier pojawił się w The New York Times przed startem w Nautica New York City Triathlon, wyścigu, w którym brał udział dwa lata wcześniej jako kobieta.
W 2016 roku Mosier został pierwszym otwarcie transpłciowym sportowcem, który pojawił się w „Body Issue” magazynu ESPN.

## Aktywizm
Mosier jest założycielem strony transathlete.com, źródła dla studentów, sportowców, trenerów i administratorów, w którym można znaleźć informacje na temat uczestnictwa osób trans w lekkiej atletyce na różnych poziomach zaawansowania. Współpracuje również z ligami sportowymi LGBTQ w celu poprawy integracji osób transpłciowych. Mosier mówił na całym świecie o swoim doświadczeniu jako sportowca transpłciowego, aktywizmie sportowców i tworzeniu bardziej integrujących przestrzeni.
W 2019 roku Mosier dołączył do zarządu Point of Pride, organizacji non-profit, która działa na rzecz potrzebujących osób trans
Mosier był wcześniej wiceprezesem ds. rozwoju programu i relacji ze społecznościami w organizacji You Can Play, organizacji, która działa na rzecz bezpieczeństwa w sporcie – w tym sportowców, trenerów i kibiców LGBTQ.
Wcześniej Mosier był dyrektorem wykonawczym GO! Athletes, sieci organizacji non-profit zrzeszającej obecnych i byłych sportowców LGBTQ ze szkół średnich i college’ów.

## Aktywność trenerska
Mosier jest certyfikowanym trenerem triathlonu USA. Od 2012 roku jest także trenerem i ambasadorem Empire Triathlon Club w Nowym Jorku, a w 2017 roku rozpoczął pracę trenera w EDGE Athlete Lounge w Chicago, Illinois. W 2014 roku został wybrany Najlepszym Trenerem Osobistym Północnego Wschodu w 2014 roku przez magazyn Competitor.

## Osiągnięcia sportowe
Mosier po raz pierwszy dołączył do reprezentacji USA w sprinterskim duathlonie w 2015 roku. W 2016 roku dostał się do reprezentacji w duathlonie na długich dystansach podczas wyścigu w Cary w Północnej Karolinie. Mosier zaliczył czwarty występ w reprezentacji USA w duathlonie na długim dystansie w krajowych mistrzostwach 2017, gdzie zajął 2. miejsce w swojej grupie wiekowej.
W 2019 roku Mosier wygrał dwa mistrzostwa kraju w chodzie.
W 2020 roku Mosier brał udział w próbach olimpijskich Stanów Zjednoczonych w chodzie na 50km; jednak nie był w stanie ukończyć wyścigu z powodu kontuzji. W związku z tym stał się pierwszym znanym sportowcem transpłciowym, który rywalizował w próbach olimpijskich w płci, z którą się identyfikuje.